# Коста Недељковић
Коста Недељковић (Смедерево, 16. децембар 2005) српски је фудбалер који тренутно наступа за РБ Лајпциг на позицији десног бека. 

## Каријера
Фудбал је почео да тренира у истоименом клубу у родном Смедереву, али је убрзо приступио локалном „Петлићу”. У марту 2016. прешао је у Црвену звезду и ту потом прошао све млађе категорије. Најпре је путовао из родног града, а званично је регистрован за клуб годину дана касније. Наступао је на крилној позицији, касније је играо задњег везног, а у млађем кадетском узрасту спуштен је на место десног бека.  Професионални уговор с клубом потписао је у фебруару 2021, који је продужио крајем следеће календарске године. У јануару 2023. прикључен је саставу Графичара као уступљени фудбалер. Током марта месеца најпре му је на сусрету са Златибором измерен спринт брзине 36,4 km/h, а затим је био стрелац једног од погодака у победи од 4 : 2 над ОФК Вршцем. Пред почетак сезоне 2023/24. најављено је Недељковићево прикључење раду с првим тимом. У том тренутку, за место десног бека конкурисали су Марко Гобељић који је потом истог лета напустио клуб, Алекс Виго надаље без регистрације за Суперлигу и Лигу шампиона те Лазар Николић који је прилику добијао и на супротној страни терена. Недељковић је с клубом учествовао на турниру у Русији, где је Црвена звезда играла против Зенита, Нефчија и Фенербахчеа. За такмичење у Суперлиги Србије испуњавао је услов за бонус играча. Дебитовао је у другом колу такмичарске 2023/24, против крушевачког Напретка. Тада је у игру ушао у 59. минуту заједно с Немањом Милуновићем и Јованом Шљивићем, а на терену су заменили Александра Драговића, Срђана Мијаиловића и Владимира Лучића. Недељковић је у августу поново прослеђен Графичару, по Правилнику о сарадњи фудбалских клубова. Такође, тренер омладинске екипе Црвене звезде, Ненад Милијаш, уврстио га је на списак пријављених фудбалера за УЕФА Лигу младих. Услед промена формације и система игре, Барак Бахар је у групној фази Лиге шампиона на месту десног спољног или десног бека најчешће користио Срђана Мијаиловића иначе профилисаног на позицији задњег везног. Недељковић је у том такмичењу дебитовао у двомечу с Лајпцигом, а затим је на терену започео последња два сусрета, против Јанг бојса и Манчестер Ситија. Дан након свог пунолетства, продужио је уговор до 2027. године. Током јесењег дела сезоне одиграо је укупно 18 такмичарских утакмица. Недељковић је у јануару 2024. остварио инострани ангажман у Астон Вили, с којом је потписао петогодишњи уговор. Вредност договора два клуба око откупа његовог уговора процењена је на 7 и по милиона евра уз још милион и по кроз бонусе, као и 15 процената од наредног трансфера. Како је већ наступао за два клуба у истој сезони, у споразум је укључен његов останак у Црвеној звезди до краја такмичарске године. Међутим, услед повреде током припремног периода, Недељковић је пропустио највећи део остатка сезоне. Наступио је на последње две утакмице, када је као резервиста улазио у игру против Напретка и Чукаричког. За клуб је забележио 20 наступа у свим такмичењима и уписао 2 асистенције.

## Репрезентација
Недељковић је у кадетску репрезентацију Србије позван за сусрете с одговарајућим селекцијама Кипра и Северне Македоније, одигране током септембра 2021. Касније је позван и за квалификациони циклус утакмица за Европско првенство. Стандардно је наступао за екипу и с њом остварио пласман на завршни турнир одржан у Израелу. Србија је у полуфиналу поражена од Холандије након извођења једанаестераца па је такмичење завршила као трећепласирана. У септембру 2022. позван је у млађу омладинску екипу Србије за двомеч с Италијом. За омладински састав Недељковић је заиграо на Меморијалном турниру „Стеван Вилотић Ћеле” годину дана касније. На његовом отварању, Недељковић је био стрелац првог од три поготка у победи над вршњацима из Мађарске на Градском стадиону у Суботици. Фудбалери Србије освојили су тај турнир уз две победе и пораз од Француске на крају. Недељковић је изабран за најперспективнијег играча. Позван је у састав и на почетку квалификација за Европско првенство чија је прва фаза одиграна у Бугарској. Услед повреде није учествовао у завршној фази квалификација током марта наредне године. У међувремену, медији су крајем календарске 2023. писали о могућности да селектор сениорске репрезентације Србије, Драган Стојковић, Недељковића позове у састав од наредне године. То је поткрепљено тезом о идеји промене система игре који би подразумевао класичне бекове.

## Статистика

### Клупска
Ажурирано 8. јуна 2024.
|                      |          |                  |    |   |   |   |   |   |   |   |    |   |  |  |
| Графичар (позајмица) | 2022/23. | Прва лига Србије | 15 | 1 | — | — | — | — | 2 | 0 | 17 | 1 |  |  |
| Графичар (позајмица) | 2023/24. | Прва лига Србије | 6  | 0 | 0 | 0 | — | — | — | — | 6  | 0 |  |  |
| Графичар (позајмица) | Укупно   | Укупно           | 21 | 1 | 0 | 0 | — | — | 2 | 0 | 23 | 1 |  |  |
|                      |          |                  |    |   |   |   |   |   |   |   |    |   |  |  |
| Црвена звезда        | 2023/24. | Суперлига Србије | 14 | 0 | 2 | 0 | 4 | 0 | — | — | 20 | 0 |  |  |
|                      |          |                  |    |   |   |   |   |   |   |   |    |   |  |  |
| Каријера             | Каријера | Каријера         | 35 | 1 | 2 | 0 | 4 | 0 | 2 | 0 | 43 | 1 |  |  |
|                      |          |                  |    |   |   |   |   |   |   |   |    |   |  |  |

### Утакмице у дресу репрезентације
| Репрезентација Србије у узрасту до 17 година старости | Репрезентација Србије у узрасту до 17 година старости | Репрезентација Србије у узрасту до 17 година старости | Репрезентација Србије у узрасту до 17 година старости | Репрезентација Србије у узрасту до 17 година старости | Репрезентација Србије у узрасту до 17 година старости | Репрезентација Србије у узрасту до 17 година старости | Репрезентација Србије у узрасту до 17 година старости | Репрезентација Србије у узрасту до 17 година старости | Репрезентација Србије у узрасту до 17 година старости |
| #                                                     | Датум                                                 | Такмичење                                             | Локација                                              | Домаћин                                               | Резултат                                              | Гост                                                  | Гол                                                   | Реф.                                                  |                                                       |
| ----------------------------------------------------- | ----------------------------------------------------- | ----------------------------------------------------- | ----------------------------------------------------- | ----------------------------------------------------- | ----------------------------------------------------- | ----------------------------------------------------- | ----------------------------------------------------- | ----------------------------------------------------- | ----------------------------------------------------- |
| 1.                                                    | 14. септембар 2021.                                   | Пријатељска утакмица                                  | ТЦФФСМ, Скопље                                        | Србија                                                | 1 : 1                                                 | Кипар                                                 |                                                       | [ 50 ]                                                |                                                       |
| 2.                                                    | 16. септембар 2021.                                   | Пријатељска утакмица                                  | ТЦФФСМ, Скопље                                        | Северна Македонија                                    | 0 : 5                                                 | Србија                                                |                                                       | [ 51 ]                                                |                                                       |
| 3.                                                    | 21. октобар 2021.                                     | Квалификације за Европско првенство                   | Кућа фудбала, Стара Пазова                            | Србија                                                | 11 : 0                                                | Лихтенштајн                                           |                                                       | [ 52 ]                                                |                                                       |
| 4.                                                    | 24. октобар 2021.                                     | Квалификације за Европско првенство                   | Кућа фудбала, Стара Пазова                            | Србија                                                | 0 : 2                                                 | Бугарска                                              |                                                       | [ 53 ]                                                |                                                       |
| 5.                                                    | 27. октобар 2021.                                     | Квалификације за Европско првенство                   | Кућа фудбала, Стара Пазова                            | Србија                                                | 1 : 0                                                 | Хрватска                                              |                                                       | [ 54 ]                                                |                                                       |
| 6.                                                    | 10. март 2022.                                        | Пријатељска утакмица                                  | Кућа фудбала, Стара Пазова                            | Србија                                                | 1 : 0                                                 | Босна и Херцеговина                                   |                                                       | [ 55 ]                                                |                                                       |
| 7.                                                    | 23. март 2022.                                        | Квалификације за Европско првенство                   | Стадион у Раденцима                                   | Србија                                                | 3 : 1                                                 | Турска                                                |                                                       | [ 56 ]                                                |                                                       |
| 8.                                                    | 26. март 2022.                                        | Квалификације за Европско првенство                   | Стадион у Раденцима                                   | Словенија                                             | 2 : 2                                                 | Србија                                                |                                                       | [ 57 ]                                                |                                                       |
| 9.                                                    | 29. март 2022.                                        | Квалификације за Европско првенство                   | Стадион у Раденцима                                   | Велс                                                  | 2 : 4                                                 | Србија                                                |                                                       | [ 58 ]                                                |                                                       |
| 10.                                                   | 17. мај 2022.                                         | Европско првенство                                    | Стадион Хаберфелд, Ришон Лецион                       | Србија                                                | 1 : 1                                                 | Белгија                                               |                                                       | [ 59 ]                                                |                                                       |
| 11.                                                   | 20. мај 2022.                                         | Европско првенство                                    | Стадион Хаберфелд, Ришон Лецион                       | Србија                                                | 2 : 1                                                 | Турска                                                |                                                       | [ 60 ]                                                |                                                       |
| 12.                                                   | 22. мај 2022.                                         | Европско првенство                                    | Стадион Хаберфелд, Ришон Лецион                       | Шпанија                                               | 1 : 1                                                 | Србија                                                |                                                       | [ 61 ]                                                |                                                       |
| 13.                                                   | 26. мај 2022.                                         | Европско првенство                                    | Градски стадион, Нес Зиона                            | Данска                                                | 1 : 2                                                 | Србија                                                |                                                       | [ 62 ]                                                |                                                       |
| 14.                                                   | 29. мај 2022.                                         | Европско првенство                                    | Стадион Нетања                                        | Холандија                                             | 2 : 2                                                 | Србија                                                |                                                       | [ 63 ]                                                |                                                       |
| 14                                                    | Укупан број утакмица и постигнутих погодака           | Укупан број утакмица и постигнутих погодака           | Укупан број утакмица и постигнутих погодака           | Укупан број утакмица и постигнутих погодака           | Укупан број утакмица и постигнутих погодака           | Укупан број утакмица и постигнутих погодака           |                                                       |                                                       |                                                       |

| Репрезентација Србије у узрасту до 18 година старости | Репрезентација Србије у узрасту до 18 година старости | Репрезентација Србије у узрасту до 18 година старости | Репрезентација Србије у узрасту до 18 година старости | Репрезентација Србије у узрасту до 18 година старости | Репрезентација Србије у узрасту до 18 година старости | Репрезентација Србије у узрасту до 18 година старости | Репрезентација Србије у узрасту до 18 година старости | Репрезентација Србије у узрасту до 18 година старости | Репрезентација Србије у узрасту до 18 година старости |
| #                                                     | Датум                                                 | Такмичење                                             | Локација                                              | Домаћин                                               | Резултат                                              | Гост                                                  | Гол                                                   | Реф.                                                  |                                                       |
| ----------------------------------------------------- | ----------------------------------------------------- | ----------------------------------------------------- | ----------------------------------------------------- | ----------------------------------------------------- | ----------------------------------------------------- | ----------------------------------------------------- | ----------------------------------------------------- | ----------------------------------------------------- | ----------------------------------------------------- |
| 1.                                                    | 21. септембар 2022.                                   | Пријатељска утакмица                                  |                                                       | Италија                                               | 1 : 0                                                 | Србија                                                |                                                       | [ 64 ]                                                |                                                       |
| 2.                                                    | 24. септембар 2022.                                   | Пријатељска утакмица                                  | Стадион у Аквили                                      | Италија                                               | 1 : 2                                                 | Србија                                                |                                                       | [ 65 ]                                                |                                                       |
| 3.                                                    | 25. мај 2023.                                         | Пријатељска утакмица                                  | Кућа фудбала, Стара Пазова                            | Србија                                                | 3 : 0                                                 | Северна Македонија                                    |                                                       | [ 66 ]                                                |                                                       |
| 3                                                     | Укупан број утакмица и постигнутих погодака           | Укупан број утакмица и постигнутих погодака           | Укупан број утакмица и постигнутих погодака           | Укупан број утакмица и постигнутих погодака           | Укупан број утакмица и постигнутих погодака           | Укупан број утакмица и постигнутих погодака           |                                                       |                                                       |                                                       |

| Репрезентација Србије у узрасту до 19 година старости | Репрезентација Србије у узрасту до 19 година старости | Репрезентација Србије у узрасту до 19 година старости | Репрезентација Србије у узрасту до 19 година старости | Репрезентација Србије у узрасту до 19 година старости | Репрезентација Србије у узрасту до 19 година старости | Репрезентација Србије у узрасту до 19 година старости | Репрезентација Србије у узрасту до 19 година старости | Репрезентација Србије у узрасту до 19 година старости | Репрезентација Србије у узрасту до 19 година старости |
| #                                                     | Датум                                                 | Такмичење                                             | Локација                                              | Домаћин                                               | Резултат                                              | Гост                                                  | Гол                                                   | Реф.                                                  |                                                       |
| ----------------------------------------------------- | ----------------------------------------------------- | ----------------------------------------------------- | ----------------------------------------------------- | ----------------------------------------------------- | ----------------------------------------------------- | ----------------------------------------------------- | ----------------------------------------------------- | ----------------------------------------------------- | ----------------------------------------------------- |
| 1.                                                    | 7. септембар 2023.                                    | Меморијални турнир „Стеван Вилотић Ћеле”              | Градски стадион, Суботица                             | Србија                                                | 3 : 1                                                 | Мађарска                                              | Гол                                                   | [ 67 ]                                                |                                                       |
| 2.                                                    | 9. септембар 2023.                                    | Меморијални турнир „Стеван Вилотић Ћеле”              | Стадион Милан Средановић, Кула                        | Србија                                                | 3 : 0                                                 | Црна Гора                                             |                                                       | [ 68 ]                                                |                                                       |
| 3.                                                    | 12. септембар 2023.                                   | Меморијални турнир „Стеван Вилотић Ћеле”              | Градски стадион, Суботица                             | Србија                                                | 0 : 1                                                 | Француска                                             |                                                       | [ 37 ]                                                |                                                       |
| 4.                                                    | 11. октобар 2023.                                     | Пријатељска утакмица                                  | Стадион Металца, Горњи Милановац                      | Србија                                                | 5 : 4                                                 | Италија                                               |                                                       | [ 69 ]                                                |                                                       |
| 5.                                                    | 14. октобар 2023.                                     | Пријатељска утакмица                                  | Кућа фудбала, Стара Пазова                            | Србија                                                | 1 : 3                                                 | Италија                                               |                                                       | [ 70 ]                                                |                                                       |
| 6.                                                    | 15. новембар 2023.                                    | Квалификације за Европско првенство                   | Стадион у Албени                                      | Србија                                                | 1 : 0                                                 | Андора                                                |                                                       | [ 71 ]                                                |                                                       |
| 7.                                                    | 19. новембар 2023.                                    | Квалификације за Европско првенство                   | Стадион Спартака, Варна                               | Србија                                                | 0 : 0                                                 | Бугарска                                              |                                                       | [ 72 ]                                                |                                                       |
| 8.                                                    | 21. новембар 2023.                                    | Квалификације за Европско првенство                   | Стадион Спартака, Варна                               | Шкотска                                               | 2 : 1                                                 | Србија                                                |                                                       | [ 73 ]                                                |                                                       |
| 8                                                     | Укупан број утакмица и постигнутих погодака           | Укупан број утакмица и постигнутих погодака           | Укупан број утакмица и постигнутих погодака           | Укупан број утакмица и постигнутих погодака           | Укупан број утакмица и постигнутих погодака           | Укупан број утакмица и постигнутих погодака           | 1                                                     |                                                       |                                                       |

## Трофеји, награде и признања

### Екипно
Црвена звезда
- Суперлига Србије : 2023/24.[74]
- Куп Србије : 2023/24.[75]

### Појединачно
- Најперспективнији фудбалер на 29. Меморијалном турниру „Стеван Вилотић Ћеле” 2023. године[37]